# Vladimir Vera
Vladimir Vera (Caracas, Venezuela, 1978). Director teatral y cinematográfico.
Ha recibido formación en dirección y dramaturgia en los grupos venezolanos Contrajuego y Rajatabla; así como con artistas de la talla de Neil LaBute, Peter Greenaway, Alejandro Jodorowsky, Joan Marimón Padrosa, David Trueba, Isaki Lacuesta y Peter Brook. Cursó, en 2008, el primer año del ciclo formativo en Dirección Cinematográfica en el Centro de Estudios Cinematográficos de Cataluña (CECC), y, en 2009, culminó el Master en Dirección Cinematográfica desarrollado por la Universidad Ramón Llul, España.
Publicó en el año 2001 el poemario Submundos editado por la editorial Eclepsidra.En el 2013 recibe una mención honorífica del Premio Marco Antonio Ettedgui por su trabajo como director teatral.

## Obras Teatrales Dirigidas
- Escondite de Paul Auster (Caracas, 2005)
- El Estado de las Cosas de Neil LaBute (Caracas, 2006)
- Ajedrez de Fedora Freites (Caracas, 2007),[2]
- Bob de Daniel MacIvor (Barcelona, 2009, premio Tespo mejor actriz y mejor vestuario)
- Crónicas Palahniuk (Barcelona, 2009 - Caracas, 2010) basado en textos de Chuck Palahniuk
- Ensayo sobre la sumisión, una versión de Jacobo o la Sumisión de Eugene Ionesco (Caracas, 2010)
- Guantánamo de Victoria Brittain y Gillian Slovo (Caracas 2011)
- Goya de Rodrigo García (Caracas 2011)
- Amén de Carlos Be (Caracas 2011)
- La Tía Chucha de Fausto Verdial (Caracas, 2012)
- La Ratonera de Agatha Christie (Caracas, 2012)
- Versus de Rodrigo García (Caracas 2012)
- Los taxistas también tienen su corazoncito de Nestor Caballero (Caracas 2013)
- Rock and Roll: la Revolución de Terciopelo de Tom Stoppard (Caracas 2013)
- La Piel en Llamas de Guillem Clua (Caracas 2013)
- Madame de Sade de Yukio Mishima (Caracas 2014)
- La Verdadera Historia de Ronald McDonald de Rodrigo García (Caracas 2014)
- La casa de Bernarda Alba de Federico Garcia Lorca (Caracas 2014)
- El Fantasma de Hiroshima de Gennys Pérez (Caracas 2015)
- De qué hablo cuando hablo de ella dramaturgia de Pablo Ley, Carlos Be, Gustavo Ott y Gennys Pérez (Caracas 2015)
- La Piel en llamas de Guillem Clua (Sala Documenta Escénicas, Córdoba, Argentina, 2018)
- Divorciadas, Evangélicas y Vegetarianas de Gustavo Ott (Sala Metrónomo, Santiago, Chile, 2019)
- Evidentemente tu no sirves para tener perros de Fedora Freites (Sala Soñadores del arte, Santiago, Chile, 2019).
- A Tarantino con amor de Greymar Hernandez (Festival Internacional de Teatro Breve, Córdoba, Argentina, 2021).￼

## Cortometrajes Dirigidos
- Bacantes,[3]
- Fedora Freites
- Canción de cuna (Selección Oficial Viart,  Festival de Cortos de Caracas, Chorts 2009)
- Crónicas 160709 (Quinta finalista en el festival internacional de Barcelona "BANG" 2010)
- Anular (Selección Oficial Festival Internacional de Cortos de Caracas, Chorts 2011 y Festival de Cine latinoamericano y del Caribe, 2012)
- Verso 223
- Pornoestar
- Dias de Violencia
- Al otro lado de la cámara
- A veces ninguna de las partes obtiene lo que desea
- Casting (Selección Oficial de los festivales "Short of the Year". Filmfest - España, Hispanic Short Films in Munich - Alemania y Short Fiction Film Festival 2017 - India)
- Kutting Block
- Amanecer (Ganador del mejor corto de Romance en el Festival "Barcelona Fiction Film Fest" España 2020)
- Moebius